# プロビデンス (テレビドラマ)
プロビデンス（原題：Providence）は、アメリカ・NBCで、1999年1月より2002年12月まで、全5シーズンが放送されたテレビドラマ。
アメリカ合衆国ロードアイランド州プロビデンス市を舞台にした、ハンセン一家の家族の絆・恋・医療・動物医療などを描く、ファミリー向けテレビドラマである。
アメリカでの放送は完結しているが、日本ではNHK-BS2で第2シーズンまでが放送されたが、2003年秋以降ラインナップから外れている。

## 主な登場人物

### ハンセン家
シドニー・ハンセン：メリーナ・カナカレデス （声：唐沢潤）
このドラマの主人公である、美容形成外科医兼診療所医師
ジョアニー・ハンセン： ポーラ・ケール （声：藤谷みき）
シドニーの妹。ペットフード店経営するシングルマザーでもある。
ロビー・ハンセン： セス・ピーターソン （声：岡野浩介）
シドニーの弟である、カフェ店員。
リンダ・ハンセン： コンセッタ・トメイ （声：此島愛子）
シドニーの母。ジョアニーの結婚式で倒れ急死、シドニーの夢に現れ彼女を導く
ジム・ハンセン： マイク・ファレル （声：納谷六朗）
シドニーの父。動物病院を経営している。
ハンナ・ハンセン：（声：かないみか）
ジョアニーの娘。つまりはシドニーの姪。

### ハンセン家の周囲の人物
ヘレン・レイノルズ ：レスリー・シルバ（声：五十嵐麗）
診療所に勤務する、シドニーの同僚。

## 日本での放送データ
- 第1シーズン：2001年10月から2002年2月まで。木曜23:00 - 23:45 （途中から23:20 - ）
- 第2シーズン：2002年9月から2003年3月まで。水曜23:15 - 24:00 （最初の2話は22:00 - ）

### サブタイトル
第1シーズン
1. 予期せぬ帰郷
2. 聖なる名前
3. 悲しみを越えて
4. 姉と妹
5. めぐりあえても
6. 愛する心
7. 遠い記憶
8. ブラインドデート
9. 破られた約束
10. 誘惑の代償
11. 愛のゆくえ
12. 絆
13. 涙の果てに
14. 情熱と天使
15. タンゴは二人で
16. 禁じられた恋
17. 突然のお別れ

第2シーズン
1. 第三の出来事
2. 父の秘密
3. ふしあわせな誕生日
4. 恋はあせらず
5. 優しさと苦しみと
6. 悪夢
7. 旅立ち
8. プロビデンスへの道
9. 素敵な感謝祭
10. 聖夜に見る夢
11. キス
12. 疑われた心
13. ベスト・フレンド
14. 恋の指導者
15. 恋のライバル
16. 最後の選択
17. 嵐の一日
18. 岐路
19. 愛の試練
20. 恋に落ちて
21. 恋のゆくえ
22. 不思議の国のシドニー
23. 天国への扉